# Ibn Sahl
Abu-Ishaq Ibahim ibn Sahl al-Israïlí al-Ixbilí (àrab: أبو إسحاق إبرهيم بن سهل الإسرائيلي الإشبيلي, Abū Isḥāq Ibrahīm ibn Sahl al-Isrāʾīlī al-Ixbīlī), més conegut senzillament com a Ibn Sahl (Sevilla 1212- a la mar entre Ceuta i Tunis, 1251) fou un dels més grans poetes andalusins del segle xiii d'una família jueva de Sevilla, però musulmà devot (tot i que bevia vi).
Quan Sevilla fou conquerida per Ferran III de Castella el 1248, Ibn Sahl se'n va anar a Ceuta, on fou secretari del governador almoràvit Abu-Alí ibn Khal·làs. Aquest va enviar una missió a la cort hàfsida dirigida pel seu fill i a la qual Ibn Sahl va acompanyar; el vaixell va naufragar a la mar. La seva poesia inclou exemples de la poesia andalusina més refinada, generalment de temàtica amorosa i muwaixxakhes. La seva biografia fou escrita pel marroquí Muhàmmad al-Ifraní (1670-1747).
La seva obra ha estat publicada en castellà sota el nom de Poemas, per Teresa Garulo Muñoz.